# Ioveta jeruzsálemi királyi hercegnő
Ioveta jeruzsálemi királyi hercegnő (latinul: Iveta vagy Joeta, franciául: Yvette; Jeruzsálem, 1119–1120 körül – 1178 előtt) frank és örmény származású szentföldi előkelő, katolikus apáca, a betániai Szent Lázár-kolostor apátnője.
II. Balduin jeruzsálemi király és Morfia melitenei úrnő legkisebb leányaként gyermekkorában édesapja kiváltására egy muszlim emír túsza lett. 1134-ben szerzetesi fogadalmat tett a bencés Szent Anna-kolostorban, később a kifejezetten az ő számára alapított betániai Szent Lázár-kolostor apátnőjévé választották. Apátnőként a Jeruzsálemi Királyság és az uralkodócsalád befolyásos alakja volt: mint a térség leggazdagabb zárdájának főnökasszonya hatalmas vagyonnal rendelkezett, és őt bízták meg unokahúga, a majdani Szibilla jeruzsálemi királynő nevelésével.

## Élete

### Származása és gyermekkora
Ioveta jeruzsálemi királyi hercegnő Jeruzsálemben született 1119–1120 körül: Türoszi Vilmos történetíró annyit jegyez meg, hogy a hercegkisasszony apja trónra lépése, vagyis 1118 áprilisa után jött világra, míg Foucher de Chartres az 1125-ös események kapcsán ötévesnek mondja a király leányát. Ennek tükrében születése 1119–1120-ra tehető. Édesapja, II. Balduin jeruzsálemi király (1060-as évek – 1131) a frank retheli grófok leszármazottjaként, Bouillon Gottfried és Baudouin de Boulogne rokonaként részt vett az első keresztes hadjáratban; 1100-ban került Edessza élére, mikor I. Balduin ráhagyta a trónt, hogy ő maga átvehesse a jeruzsálemi örökséget. Edessza után Jeruzsálem esetében is megismétlődött a trónöröklés: a gyermektelen I. Balduin 1118-ban bekövetkezett halálakor II. Balduin foglalta el a jeruzsálemi királyi trónust. Ioveta édesanyja, a keleti keresztény Morfia melitenei úrnő († 1026/27) egy helybéli örmény fejedelem leánya volt. A házaspárnak Ioveta volt az utolsó gyermeke, előtte három leány született, mindannyian apjuk edessszai uralma alatt: Melisenda, a trón várományosa, valamint Aliz és Hodierna, akik felnővén keresztes fejedelmekhez mentek nőül. Ioveta feltehetően II. Balduin apai nagyanyja vagy dédanyja, Yvette avagy Jutta de Roucy után kapta keresztnevét.
1123 áprilisában Balak ibn Bahrám ortokida emír Edessza környékén fogságba ejtette II. Balduin királyt; az emír halála után a jeruzsálemi uralkodó Ilgází anatóliai bej fiának, Timurtasnak a kezére került. Utóbbi megbízásából a saizari emír tárgyalásokat kezdett a jeruzsálemi udvarral a király szabadon bocsátásáról; a keresztesek részéről Morfia királyné és I. Joscelin edesszai gróf egyezkedtek. A szaracénok szabta váltságdíj nagyon magas volt: a kereszteseknek át kellett engednie Atárib, Zardana és Kafartab városait, segíteniük kellett Timurtast egy beduin törzsfő elleni harcában, továbbá nyolcvanezer dinárt kellett fizetniük – húszezret azonnal, a maradék törlesztéséig pedig túszokat kellett küldeniük Saizarba. A túszok Ioveta hercegnő és az edesszai gróf örököse, az ifjabb Joscelin, illetőleg tíz nemesifjú voltak. II. Balduin király 1124 júniusában hagyta el a saizari udvart, miután találkozott leányával. A hercegnőt a saizari emír erődjében tartották fogva körülbelül egy éven keresztül. A hozzávetőlegesen hatvan évvel később működő Ernoul arról számol be Chronique d’Ernoul et de Bernard le Trésorier című munkájában, hogy fogvatartói megrontották a jeruzsálemi királykisasszonyt; azonban erről egyetlen másik krónika sem tesz említést, Ernoul beszámolójának hitelessége ilyenformán kétséges. A hercegnő négyéves korára tekintettel Hans Eberhard Mayer történész például „abszurdnak” tartotta.
1125. június 11-én az azázi csatában a keresztes államok egyesített seregei a jeruzsálemi király vezetésével győzedelmeskedtek a szeldzsuk törökök fölött. A hadizsákmányból tellett a nyolcvanezer dinár váltságdíjra is a hercegnőért és az edesszai trónörökösért: „minden frank lovag lemondott zsákmánya egy részéről, hogy kiválthassák a király leányát.”

### Zárdába vonulása

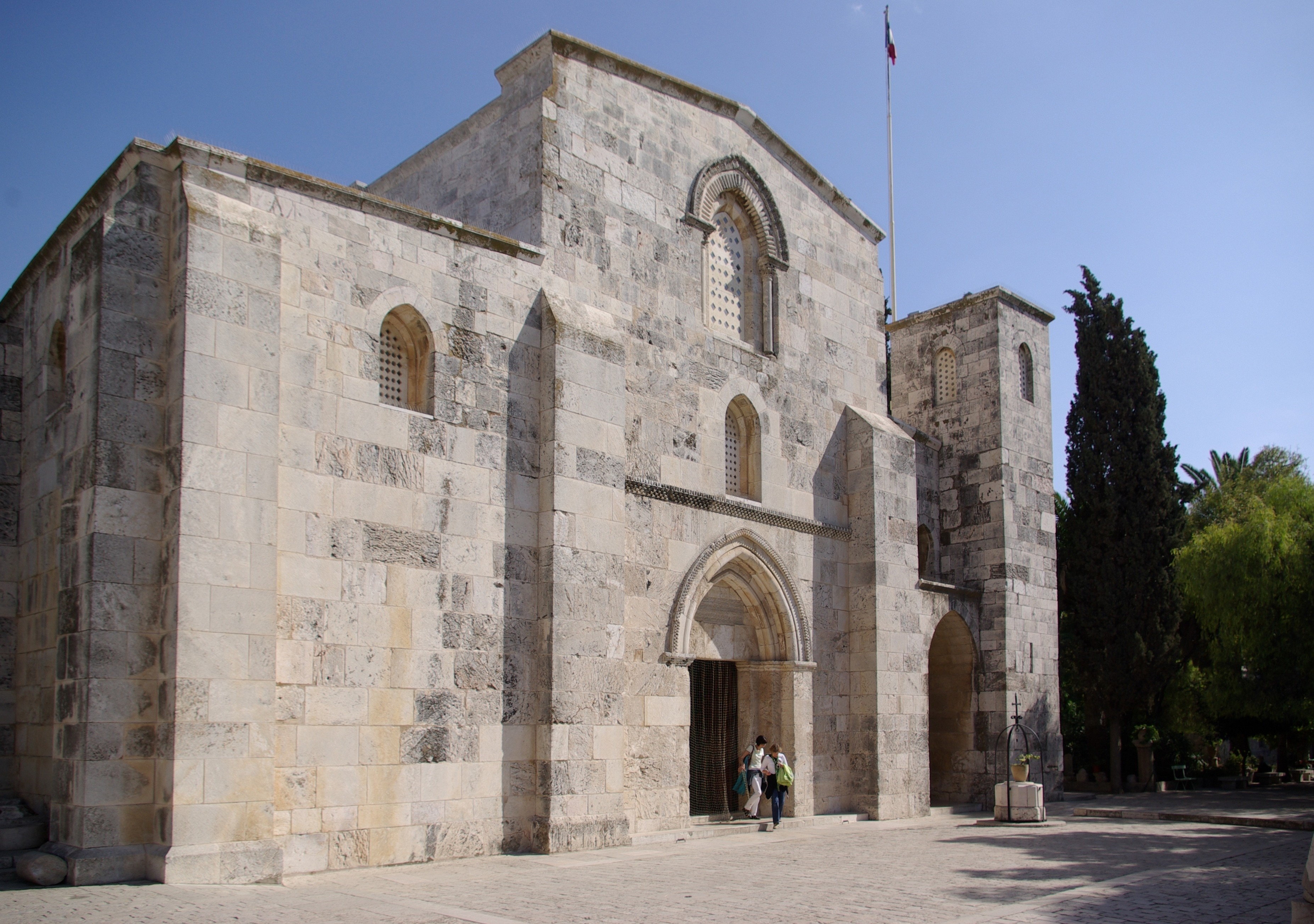
A Melisenda királynő uralkodása alatt emelt jeruzsálemi Szent Anna-templom, ahol Ioveta hercegnő apáca lett

Ioveta hercegkisasszony 1134-ben tette le szerzetesi fogadalmát a jeruzsálemi Szent Anna bencés kolostorban. Az azelőtt a keleti rítushoz tartozó klastrom körülbelül húsz-harminc évvel korábban I. Balduin király örmény feleségének, Arda királynénak adott otthont. Zárdába vonulásának lehetséges okaként a modern történeti művek megemlítik a hercegnő megbélyegezettségét amiatt, hogy kisleányként kilenc hónapig a muszlimok túsza volt; azonban a középkori forrásokban ilyesmire nem találni utalást. Hans Eberhard Mayer és Malcolm Barber történészek amellett érvelnek, hogy a királyleány a családja – azon belül kiváltképp Melisenda – nyomására lett apáca, mivel Ioveta volt II. Balduin egyetlen olyan gyermeke, aki apja királlyá koronázása után született, s mint ilyen erős trónigénnyel léphetett volna fel a II. Balduin halála után a trónt elfoglaló Melisenda nénjével szemben. Tekintve, hogy Ioveta zárdába vonulása még apja életében történhetett, ezen elképzelés vitatható. Nem zárható ki, hogy a hercegkisasszony oblátaként – vagyis olyan gyermekként, akit szülei Istennek ajánlottak, mint például Árpád-házi Szent Margitot – került kolostorba. A szerzetesi élet iránti elhivatottságon túl az is közrejátszhatott a hercegnő döntésében, hogy a levantei keresztes államokban nem akadt egy király leányának méltó vőlegény: a Jeruzsálemen kívüli három keresztes fejedelemség közül csak Antiochia és Tripolisz ura jöhetett szóba – ők II. Balduin leányaival, Alizzal és Hodiernával is léptek frigyre. A harmadik keresztes állam, Edessza ura, II. Joscelin másodunokatestvéri rokonságban állt a jeruzsálemi hercegnőkkel, a vérrokonság miatt így a vele való házasságot az egyház ellenezte volna. Továbbá Ioveta zárdába vonulása erősíthette a királyi családról kialakított kegyes, istenfélő képet, miközben a hercegnő egyházi és – a földbirtokok révén – világi hatalomra egyaránt szert tett.
Apácaként Ioveta hercegnő a tisztelendő anya alávetettje volt, királynő nővére azonban „méltatlannak találta, hogy egy király leánya” ilyen helyzetben legyen. 1138-ban ezért Melisenda királynő a fővároshoz közel eső Betániában tett szert földbirtokra. Itt a halottaiból feltámasztott Lázár és testvérei, Mária és Márta tiszteletére a királynő bencés kolostort alapított – a helyszínen ekkor már két szentély állott: Lázár sírja, valamint egy Mária Magdolnának szentelt templom. A tornyokkal megerősített klastrom mindkettőt magában foglalta; a Mária Magdolna-templomot átépítették, Lázár sírja fölé új templomot emeltek. A zárda felépülte után a királynő az intézménynek adományozta Jerikót és a környező földeket, később drágaköves arany- és ezüstkelyheket, könyveket és egyéb liturgikus tárgyakat készíttetett neki. Amellett, hogy a Lázárhoz való kötődése okán a hely népszerű volt a zarándokok körében, jelentőségét fokozta, hogy innen indult a virágvasárnapi menet Jeruzsálembe. Bőkezű adományaival, melyeket egészen élete végéig nem szűnt meg a kolostornak juttatni, Melisenda királynő gondoskodott róla, hogy a húgának építtetett zárda legyen a leggazdagabb az egész királyságban. Mivel húga ekkor még túl fiatal volt a zárda irányításához, a királynő egy köztiszteletben álló, Matild nevű idős asszonyt tett meg zárdafőnöknek azzal a szándékkal, hogy a zárdafőnöki szék megüresedésével a testvérét ülteti oda.

### Apátnőként
Az első apátnő halála után, 1144-ben, de legkésőbb valamikor 1157 előtt Ioveta királyi hercegnőt választották meg a zárda vezetőjének. A rendház dokumentumai nem maradtak fenn, irányításáról és apátnőjének rendelkezéseiről ezért nincsenek pontos információk. Annyi azonban bizonyos, hogy ámbár nem rendelkezett akkora hatalommal, mint testvérei, Ioveta apátnő jelentős befolyással bírt: „kettős szerepében, mint királyi vérből származó hercegnő és mint Palesztina leggazdagabb kolostorának apátnője hosszú életén át mindvégig megkülönböztetett tiszteletnek örvendett a királyságban.” Neve több adománylevélen és adásvételi szerződésen szerepel: például egy 1157-es keltezésű okiratban az apátnő betániai birtokokat adományozott a johannita lovagrendnek a Szent János-ispotály környékén fekvő szőlőért cserébe. A franciaországi fontevraud-i apátságban 1178. szeptember 6-i dátummal megemlékeztek azokról az értékes ereklyékről – többek között a keresztesek körében rendkívüli tisztelettel övezett Szent Kereszt egy darabjáról –, melyeket Ioveta apátnő küldött a fontevraud-i közösségnek. A hercegnő-apátnő saját pecsétet használt; ennek alakja ovális volt, egyik oldala fátyolozott asszonyt ábrázolt, melléhez szorítva könyv keresztet ábrázoló fedlappal, „Ivditta abbatissa” felirattal. A hátoldalon Lázár feltámasztásának jelenete és a „resuscitatio Lazari” szöveg. Ebben az időszakban, különösen pedig a keresztes területeken nem volt jellemző, hogy a nők saját pecséttel rendelkezzenek; a fennmaradó adatok alapján Ioveta apátnőn kívül egyedül Melisenda királynőnek volt pecsétje, ennek léte ilyenformán szintúgy a hercegnő megkülönböztetett státusáról tanúskodik.
Apáca mivolta ellenére a hercegnő nem szakította meg kapcsolatát a királyi udvarral és nővéreivel. 1157-ben nála időzött a betániai kolostorban sógorának, Fulkó jeruzsálemi királynak az első házasságából született leánya, Szibilla flamand grófné, mialatt férje III. Balduin hadjáratában vett részt. A grófné olyannyira megszerette a helyet, hogy megtagadta a hazatérést, s ehelyett a pápa és a jeruzsálemi pátriárka engedélyével habitust öltött; 1165-ben bekövetkezett haláláig Ioveta nagynénjénél élt a betániai zárdában. Ioveta 1161-ben Hodierna nővérével együtt hónapokon keresztül ápolta Melisenda királynőt, valamint őt bízták meg unokahúga, Szibilla királyi hercegnő nevelésével és tanításával – a hercegnő valószínűleg szülei, Amalrik király és Courtenay Ágnes házasságának érvénytelenítése után költözött nénikéjéhez a kolostorba. Szibilla 1176-ban, férjhezmenetelekor hagyta el Betániát.

### Halála és megítélése
Ioveta apátnő halálának pontos dátuma ismeretlen – a fontevraud-i martirologiumban az 1178. szeptember 6-i bejegyzésben szerepel elhunyta. Egy 1178-as oklevél már egy bizonyos Évát nevez meg Betánia apátnőjeként, ebből kifolyólag Ioveta ekkor már nem élhetett. Halála így 1178 előttre, legkésőbb az év első felére tehető. Végső nyughelyét illetően is csak feltételezésekkel lehet élni, a betániai zárda mellett édesanyja és Melisenda nővére temetkezési helye, a jozafáti Mária sírja templom jöhet szóba.
Alakja a krónikákban – például Türoszi Vilmos Historiájában – és a keresztes háborúkkal foglalkozó szakirodalomban egyaránt rendszerint mellékszereplőként tűnik fel; életének tragikus színezetet kölcsönözve azáltal, hogy a zárdába vonulást a muszlim túszhistória és a férjjelölt hiánya miatti kényszerként kezelik. A 2010-es években E. Jordan történész tett kísérletet arra, hogy más megvilágításba helyezze az apátnő életét.